# Rietveldprijs
De Rietveldprijs is een architectuurprijs die tweejaarlijks wordt uitgereikt aan een architect die een bijzonder gebouw heeft neergezet in de stad Utrecht. De prijs is genoemd naar de Utrechtse architect Gerrit Rietveld (1888-1964).
De Stichting Rietveldprijs werd in 1990 opgericht om “de kwaliteit van de gebouwde omgeving in Utrecht te bevorderen door middel van openbare discussie”, aldus de doelstelling van de stichting.

## Prijswinnaars

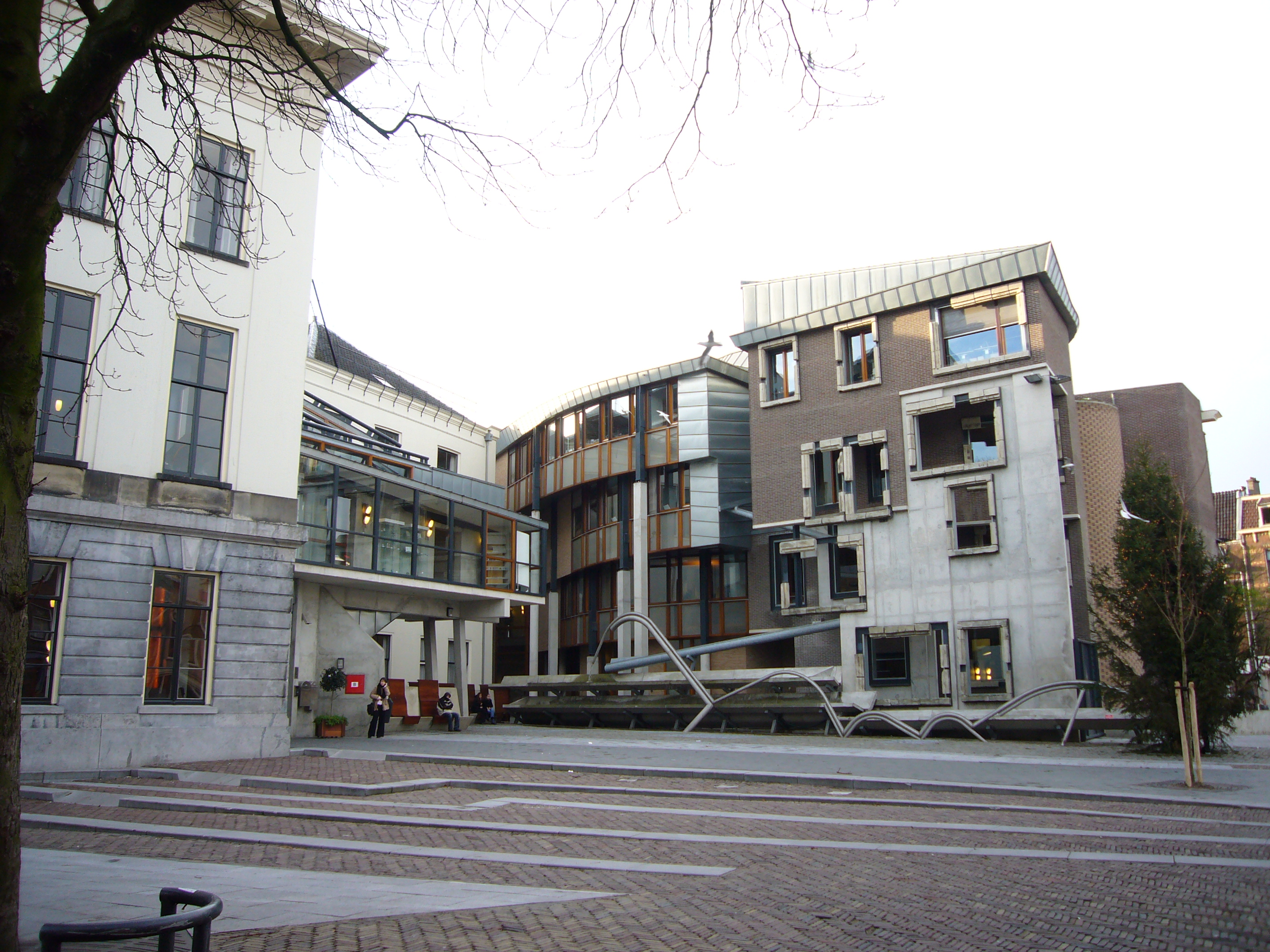
Het Utrechtse stadhuis werd door Enric Miralles verbouwd.

| Jaar | Juryprijs | Publieksprijs                                                                                           |
| ---- | --- | --- |
| 1991 | het Instituut voor Psychiatrische Dagbehandeling van Abel Cahen                                                                                   | - |
| 1993 | de woningen van Theo Bosch in de wijk Voordorp | - |
| 1995 | het woonhuis van Mart van Schijndel aan het Pieterskerkhof                                                                                        | - |
| 1997 | het Universiteitsmuseum aan de Lange Nieuwstraat van Koen van Velsen                                                                              | Universiteitsmuseum                                                                                     |
| 1999 | het Educatorium op de Uithof van OMA (Rem Koolhaas)                                                                                               | - |
| 2001 | de restauratie en nieuwbouw van het Utrechtse stadhuis door Enric Miralles/Benedetta Tagliabue van EMBT arquitectes associats                     | woonhuis Oudegracht aan de Werf van architect Robert van 't Hout                                        |
| 2003 | de Basketbar op de Uithof van NL Architects | het kleinste huis van Utrecht, Kromme Nieuwegracht/ Drift van architecten Sluijmer & van Leeuwen        |
| 2005 | de Universiteitsbibliotheek op de Uithof van Wiel Arets                                                                                           | Prins Clausbrug van UN studio (Ben van Berkel)                                                          |
| 2007 | - het Hijmans van den Berghgebouw in de Uithof van Erick van Egeraat associated architects (EEA) - Forum 't Zand in Leidsche Rijn van VenhoevenCS | woonpark De Woerd van Mulleners + Mulleners Architecten                                                 |
| 2009 | het Kantorenpark Papendorp van Wissing Stedebouw en Ruimtelijke Vormgeving en West 8                                                              | bedrijfsgebouw Simed Health Care Group van DHV architects                                               |
| 2011 | het kantoorgebouw Creative Valley (Papendorp) van GENT & MONK                                                                                     | Creative Valley                                                                                         |
| 2013 | het gebouw voor Victas Centrum voor Verslavingszorg van JDdVarchitecten                                                                           | zwembad De Krommerijn (Jeanne Dekkers Architectuur en Wehrung Architecten)                              |
| 2015 | TivoliVredenburg van Herman Hertzberger en Patrick Fransen i.s.m. Jo Coenen, Thijs Asselbergs en NL Architects                                    | Parkpergola Máximapark (West 8)                                                                         |
| 2017 | Werkspoorkathedraal in Utrecht van MONK Architecten                                                                                               | Werkspoorkathedraal                                                                                     |
| 2020 | overkapping busstation Leidsche Rijn (Annebregje Snijders)                                                                                        | Hof van Cartesius (Charlotte Ernst i.s.m. RHAW architecture, Dynamo, Flux, Uitvindersgilde en Archifré) |
| 2022 | parkontwerp voor de Catharijnesingel Zuid van bureau OKRA                                                                                         | verbouwing van het postkantoor op de Neude door de bureaus Rijnboutt en Zecc                            |
| 2024 | Transformatie van mbo-vakschool van Maarten van Kesteren Architecten                                                                              | Gebiedsontwikkeling Wisselspoor (fase 1) van Studioninedots en DELVA Landscape Architecture & Urbanism  |